# 柏林水库
柏林水库是中国四川省达州市渠县柏水乡境内的一座水库，位于渠河支流桂儿河上，建于1958年。水库正常库容为1380万立方米，集雨面积为30平方千米，海拔为401.5米。